# Garidech
Garidech is een gemeente in het Franse departement Haute-Garonne (regio Occitanie). De plaats maakt deel uit van het arrondissement Toulouse. Garidech telde op 1 januari 2022 1.899 inwoners.

## Geografie
De oppervlakte van Garidech bedroeg op 1 januari 2022 7,11 vierkante kilometer; de bevolkingsdichtheid was toen 267,1 inwoners per km².

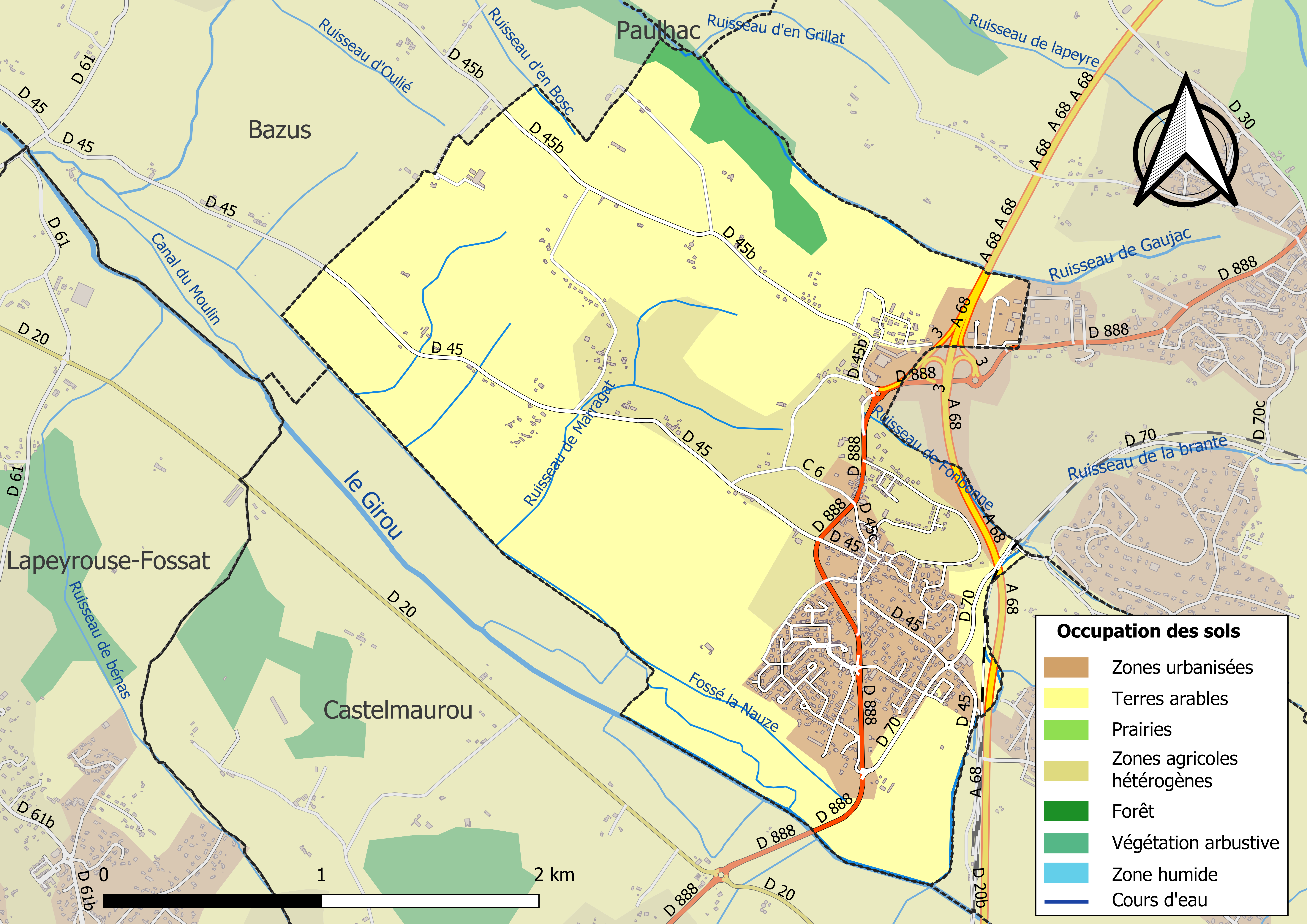
Kaart van de gemeente met belangrijkste infrastructuur, bodemgebruik en omliggende gemeenten

## Demografie
Onderstaande figuur toont het verloop van het inwonertal (bron: INSEE-tellingen).